# 明日に咲く花
「明日に咲く花」（あしたにさくはな）は、2009年11月25日に発売された馬場俊英の17枚目のシングル。ワーナーミュージック・ジャパンよりリリースされた。

## 解説
- 2009年最後のシングル。

## 収録曲
1. 明日に咲く花
作詞:馬場俊英、作曲:馬場俊英、編曲:島田昌典
TBS系の「水曜劇場」枠『浅見光彦～最終章～』主題歌。
2. クロノス
作詞:馬場俊英、作曲:馬場俊英、編曲:渡辺剛・馬場俊英
TOKYO FM『クロノス』テーマソング。
3. まあるいハートを持って来たかい？
作詞:馬場俊英、作曲:馬場俊英、編曲:馬場俊英
4. 明日に咲く花 (オリジナル･カラオケ)
5. クロノス (オリジナル･カラオケ)